# Anton Fribl
Anton Fribl (* 23. Mai 1889; † 21. August 1966) war ein deutscher Politiker der SPD.

## Leben und Beruf
Fribl war als Kaufmann tätig und lebte in München.

## Politik
Im September 1949 rückte Fribl für den ausgeschiedenen Franz Marx in den Bayerischen Landtag nach und gehörte diesem bis zum Ende der Wahlperiode rund ein Jahr später an. In dieser Zeit war er Mitglied des Grenzlandausschusses und des Unterausschusses für Rechtsgrundlagen sowie des Wohnungs- und Siedlungsausschusses. Zum Ende der Wahlperiode gehörte er auch dem Untersuchungsausschuss über die Vorgänge beim Bau der Häuser der Staatsforstverwaltung in Geiselgasteig an.